# Kiki Camarena
Enrique Camarena Salazar (Mexicali, 26 de julho de 1947 – Guadalajara, 9 de fevereiro de 1985) comumente conhecido por seu pseudônimo Kiki, foi um agente da Drug Enforcement Administration (DEA).
Em fevereiro de 1985, Camarena foi sequestrado por policiais contratados pelo Cartel de Guadalajara. Depois de ser brutalmente torturado para obter informações, Camarena acabou sendo morto. A investigação dos Estados Unidos sobre o assassinato de Camarena levou a dez julgamentos em Los Angeles para cidadãos mexicanos envolvidos no crime. O caso continua a perturbar as relações entre Estados Unidos e México, mais recentemente quando Rafael Caro Quintero, um dos três traficantes condenados, foi libertado de uma prisão mexicana em 2013. Caro Quintero foi novamente capturado pelas forças mexicanas em julho de 2022, reacendendo as discussões em torno do assassinato de Camarena e seu impacto na aplicação de políticas de drogas no país e no exterior.
Vários jornalistas, historiadores, ex-agentes da DEA e da CIA, e policiais mexicanos escreveram que a Agência Central de Inteligência norte-americana foi cúmplice do assassinato de Camarena, já que Camarena descobriu o envolvimento da mesma em operações de tráfico de drogas no México, que foram usadas para financiar os Contras na Nicarágua. A CIA negou as acusações.

## Juventude e início de carreira
Enrique Camarena nasceu em 26 de julho de 1947, na cidade fronteiriça de Mexicali, na Baixa Califórnia, no México. A família — três irmãos e três irmãs — imigrou para Calexico, na Califórnia, quando Camarena era criança; seus pais se divorciaram quando ele era jovem, e a família enfrentou uma pobreza considerável depois da mudança. Seu irmão mais velho, o soldado Eduardo Camarena-Salazar, morreu de malária enquanto servia na 173rd Airborne Brigade do Exército dos Estados Unidos no Vietnã, em setembro de 1965. Seu outro irmão, Ernesto, tinha uma ficha policial problemática, incluindo problemas com drogas. Apesar das dificuldades da família, Camarena se formou na Calexico High School em 1966.
Depois de terminar o ensino médio, Camarena se juntou ao Corpo de Fuzileiros Navais dos Estados Unidos em 1968. Após sua dispensa em 1970, ele retornou a Calexico e se juntou ao departamento de polícia. Ele passou a trabalhar disfarçado com narcóticos como Agente Especial na Força-Tarefa de Narcóticos do Condado de Imperial (ICNTF).
Após a criação da Drug Enforcement Administration (DEA) em 1973, rapidamente instituiu um programa de contratação para agentes de língua espanhola. Camarena e sua irmã Myrna se juntaram à agência em 1973, Myrna como secretária e Enrique como agente especial no escritório residente da DEA em Calexico. Camarena e sua irmã Myrna ingressaram na agência em 1973, Myrna como secretária e Enrique como agente especial no escritório residente da DEA em Calexico.
Em 1977, Camarena foi transferido para o escritório de campo da agência em Fresno, onde trabalhou disfarçado em atividades de contrabando no Vale de San Joaquin. A autora Elaine Shannon descreve Camarena como "um atriz nato no teatro de rua", capaz de "assumir sem esforço um sotaque porto-riquenho ou usar gírias mexicanas vulgares, independentemente do que o papel exigisse"; colegas o descreveram como alguém motivado, até mesmo para os padrões de agentes da DEA focados no trabalho.
Em 1980, um colega e amigo próximo que havia se mudado de Fresno para o escritório da DEA em Guadalajara sugeriu que Camarena também se candidatasse a uma vaga no escritório, onde havia uma vaga aberta; designações no exterior eram importantes para o avanço profissional na DEA e o escritório de Guadalajara estava vendo um aumento no trabalho, prenunciando a explosão do tráfico de drogas da década de 1980. Nessa época, Camarena já era casado e tinha três filhos. O clima primaveril de Guadalajara, a escola americana da cidade e a taxa de câmbio favorável convenceram Camarena e sua família de que a mudança seria boa para a família.

## Narcotráfico no México
Os esforços antinarcóticos americanos no México são muito anteriores ao caso Camarena. A produção mexicana de heroína e maconha se tornou uma preocupação para a repressão às drogas dos Estados Unidos na década de 1960, mas as primeiras grandes ações conjuntas americanas com o governo mexicano não começaram até a década de 1970 com a "Operação Condor" do próprio México.
O envolvimento dos Estados Unidos no tráfico de drogas do México nas décadas de 1970 e 1980 foi um fator que contribuiu para um relacionamento contencioso com o México e o desenvolvimento de cartéis mexicanos. A iniciativa Guerra às Drogas implementada durante a presidência de Ronald Reagan colocou pressão considerável sobre o México para cooperar com os Estados Unidos para combater o poder crescente dos cartéis de Guadalajara e Sinaloa, que alavancavam seu poder por meio do uso de corrupção e violência para controlar o tráfico de drogas. Apesar das iniciativas conjuntas antidrogas, como programas de erradicação e compartilhamento de inteligência, o tráfico de drogas continuou devido à desconfiança mútua, à corrupção institucional e à demanda por narcóticos dentro dos Estados Unidos. Em última análise, as relações entre Estados Unidos e México continuam tensas, com o tráfico de drogas ainda persistindo.

### Os primeiros esforços antinarcóticos no México
Quando a conexão francesa com a heroína foi encerrada no início da década de 1970, o México assumiu seu lugar como uma importante fonte de heroína americana; a produção mexicana de maconha também cresceu no início da década de 1970, e mais tarde foi um componente importante da produção e tráfico do Cartel de Guadalajara; naquela época, no início da década de 1970, o México ainda não era um importante ponto de transbordo de cocaína, produzida principalmente nos países andinos da Colômbia, Peru e Bolívia.
Em resposta à forte pressão americana e às preocupações com a aplicação da lei nacional, o México iniciou programas de erradicação de plantações de ópio e maconha, com grandes infusões de assistência dos Estados Unidos. Os primeiros programas foram em menor escala e usaram principalmente a erradicação manual, como a Operação Cooperação em 1970; à medida que o tamanho das plantações crescia, os esforços de erradicação também cresciam. Em 1975, o presidente mexicano Luis Echeverría aprovou a Operação Trizo, que usou vigilância aérea e pulverização de herbicidas e desfolhantes de uma frota de dezenas de aviões e helicópteros.
Os programas de pulverização exigiam amplo envolvimento americano, tanto para financiamento quanto para operações. Os pilotos da DEA desempenharam papéis operacionais importantes; além de treinar pilotos mexicanos, eles ajudaram a localizar campos para pulverização e verificaram se as corridas de pulverização haviam destruído os campos alvos. Como parte do programa, a DEA foi autorizada a voar livremente no espaço aéreo mexicano.
Esses voos produziram resultados positivos, reduzindo a área plantada e, eventualmente, uma redução na qualidade e quantidade da heroína mexicana. A aplicação da lei mexicana no local também teve alguns resultados positivos. Alberto Sicilia Falcon, um grande traficante que foi um dos primeiros a transportar cocaína através do México, foi preso em 1975. Pedro Avilés Pérez, um importante traficante de Sinaloa, foi morto em um tiroteio com a Polícia Federal Mexicana em 1978.

### Agentes da DEA no exterior
Como parte desses esforços, o primeiro escritório americano de aplicação da lei de narcóticos foi aberto na Cidade do México em meados da década de 1960 pelo Federal Bureau of Narcotics, uma filial do Departamento do Tesouro dos Estados Unidos. Um escritório em Guadalajara foi aberto em 1969. Esses e outros escritórios abertos por várias agências permaneceram no local enquanto as agências americanas de combate às drogas proliferavam e se fundiam à DEA. Embora os escritórios tenham sido abertos com permissão do governo mexicano, eles mais tarde se tornaram controversos, particularmente durante o caso Camarena.
Agentes da DEA locados no México e em outros países, naquela época e agora, estão sujeitos a diversas restrições pelo país anfitrião; eles não têm poderes de aplicação da lei; em vez disso, desempenham funções de inteligência, ligação e consultoria, coletam e repassam informações sobre tráfico de drogas e aconselham sobre programas locais antinarcóticos; no México, embora houvesse um acordo informal com o governo federal mexicano de que agentes poderiam portar armas pessoais, era ilegal que estrangeiros o fizessem, e autoridades locais eram livres para prendê-los por isso. Agentes da DEA credenciados na Embaixada dos Estados Unidos na Cidade do México tinham status diplomático completo, mas agentes nos escritórios residentes não tinham e podiam ser presos e encarcerados sem nenhuma proteção oficial.
A lei americana também restringe as atividades da DEA no exterior. Devido às restrições do país anfitrião, a política da DEA proíbe agentes de fazer trabalho secreto no exterior. Uma lei conhecida como Emenda Mansfield, introduzida pelo senador Mike Mansfield e aprovada pelo Congresso em 1975, proibia que agentes da DEA estivessem presentes na cena de uma prisão fora dos Estados Unidos. Também proibia que agentes usassem força, exceto quando houvesse ameaça de vida. Isso mais tarde complicou os esforços da DEA na investigação da morte de Camarena.

## Camarena em Guadalajara
Quando Camarena assumiu seu posto em Guadalajara, no verão de 1980, o tráfico de drogas no México estava aumentando.
Sob o comando do presidente mexicano José López Portillo, a observação aérea e a erradicação endossadas pelo presidente Echeverría foram restringidas, e a participação americana nessas atividades terminou em 1978. Isso tornou mais fácil para os produtores construir as grandes plantações descobertas mais tarde na década de 1980 e mais desafiador verificar se as áreas identificadas haviam realmente sido pulverizadas.
Além disso, durante o final da década de 1970 e início da década de 1980, o tráfico de cocaína, impulsionado principalmente por contrabandistas colombianos, cresceu rapidamente nos Estados Unidos e se tornou o principal alvo da DEA, deixando a aplicação da lei no México como uma preocupação secundária.
Finalmente, durante os 4 anos e meio de Camarena em Guadalajara, grandes traficantes surgiram para tomar o lugar das figuras presas e mortas na década de 1970. Os mais conhecidos deles foram Miguel Ángel Félix Gallardo, Ernesto Fonseca Carrillo e Rafael Caro Quintero. Esses três frequentemente coordenavam sua produção e operações e formavam o núcleo do que veio a ser chamado de Cartel de Guadalajara. Todos os três foram considerados culpados de terem participado do sequestro e assassinato de Camarena.

### Trabalho no México
As investigações de Camarena frequentemente se concentravam nas grandes plantações de maconha que surgiram no início dos anos 1980. Essas plantações anteriores eram tipicamente estabelecidas em regiões isoladas montanhosas, o que as tornava difíceis de detectar. Elas não precisavam de perfuração de poços para irrigação e, embora os rendimentos fossem modestos, a qualidade do produto flutuava e os custos de transporte eram altos.
As novas plantações usavam uma técnica de produção melhorada para maconha, desenvolvida por cultivadores americanos, chamada sinsemilla (sem sementes). Este produto mais potente e de maior qualidade trouxe preços muito mais altos nos mercados norte-americanos. As plantações estavam localizadas em áreas remotas do deserto, onde o transporte era mais barato.
As novas plantações enfrentaram vários problemas. A produção no deserto exigia perfuração de poços para irrigação, e o México tinha leis rígidas que governavam a escavação de poços, um problema que acabou sendo resolvido por suborno massivo. Também era mais fácil localizar plantações nos desertos áridos; quanto maior a fazenda, mais fácil de localizar. Com o fim dos sobrevoos americanos solo como parte do programa de erradicação, no entanto, dinheiro e intimidação permitiram que as fazendas crescessem dramaticamente sem que fossem notadas oficialmente.
Proibidos de sobrevoos solo e trabalho secreto, os agentes da DEA no México se concentraram em cultivar informantes, uma tarefa frequentemente difícil, especialmente porque informar se tornou mais e mais perigoso. Camarena, no entanto, se destacou em trabalhar com informantes; Shannon escreve que "Ninguém mais no escritório de Guadalajara poderia igualar o carisma de Kiki com informantes. Ele tinha um jeito de convencer um homem a juntar coragem e se aventurar onde ele nunca sonhou que iria".
O trabalho de Camarena com um informante chamado Miguel Sanchez levou à primeira descoberta de uma das plantações do novo estilo em 1982; Sanchez fez amizade com o homem que administrava a plantação, que disse ao informante que ela ficava nos arredores da pequena e isolada cidade de Vanegas, no estado de San Luis Potosí, do outro lado da fronteira com o estado de Zacatecas; de acordo com as informações de Miguel, o principal financiador da plantação era o membro do cartel Juan José Esparragoza Moreno. Camarena e Miguel finalmente localizaram a plantação em agosto de 1982. Camarena organizou dois sobrevoos solo furtivos para confirmar que era uma grande plantação. Ele então informou as autoridades mexicanas, que invadiram a plantação em setembro. Espantosamente, a plantação tinha mais de 200 acres, empregando centenas de cultivadores. A DEA de Guadalajara estimou que mais de 4.000 toneladas de maconha sinsemilla foram destruídas no ataque, tornando-a a maior plantação descoberta até então.

### Rapto e assassinato
Em 1984, agindo com base em informações da DEA, 450 soldados mexicanos apoiados por helicópteros destruíram uma plantação de maconha de 1.000 hectares (2.500 acres) em Allende, Chihuahua, conhecido como Rancho Búfalo, com uma produção anual estimada de US$ 8 bilhões. Camarena, que era suspeito de ser a fonte da informação, foi sequestrado em plena luz do dia em 7 de fevereiro de 1985 por autoridades mexicanas corruptas que trabalhavam para os principais traficantes de drogas do México. Mais tarde, naquele mesmo dia, um piloto mexicano chamado Alfredo Zavala Avelar (que voou em missões com Camarena e era um agente da DEA) também foi sequestrado.
Camarena foi levado para uma residência na 881 Lope de Vega, no bairro de Jardines del Bosque, na zona oeste da cidade de Guadalajara, de propriedade de Rafael Caro Quintero, onde ele foi torturado por um período de 30 horas e então assassinado. Seu crânio foi perfurado por um pedaço de vergalhão, e suas costelas foram quebradas. Os corpos de Camarena e Avelar foram encontrados embrulhados em plástico em uma área rural fora da pequena cidade de La Angostura, no estado de Michoacán, em 5 de março de 1985.

### Investigação
A tortura e o assassinato de Camarena provocaram uma reação rápida da Agência Antidrogas dos Estados Unidos e lançaram a Operação Leyenda, a maior investigação de homicídio já realizada pela DEA. Uma unidade especial foi enviada para coordenar a investigação no México, onde autoridades do governo foram implicadas, incluindo Manuel Ibarra Herrera, ex-diretor da Polícia Judiciária Federal Mexicana, e Miguel Aldana Ibarra, ex-diretor da Interpol no México.
Os investigadores logo identificaram Miguel Ángel Félix Gallardo e seus dois associados próximos, Ernesto Fonseca Carrillo e Rafael Caro Quintero, como os principais suspeitos do sequestro e, sob pressão do governo dos Estados Unidos, o presidente mexicano Miguel de la Madrid rapidamente prendeu Carrillo e Quintero, mas Félix Gallardo ainda gozava de proteção política e só foi preso quatro anos depois, em 1989.
O governo dos Estados Unidos conduziu uma longa investigação do assassinato de Camarena. Devido à dificuldade de extraditar cidadãos mexicanos, a DEA chegou ao ponto de usar caçadores de recompensas para capturar Humberto Álvarez Machaín, o médico que supostamente prolongou a vida de Camarena para que a tortura pudesse continuar, e Javier Vásquez Velasco, e trazê-los para os Estados Unidos.
Apesar dos protestos vigorosos do governo mexicano, Álvarez foi levado a julgamento em Los Angeles em 1992. Depois que o governo apresentou seu caso, o juiz decidiu que não havia evidências suficientes para sustentar um veredito de culpado e ordenou a libertação de Álvarez. Álvarez posteriormente iniciou uma ação civil contra o governo dos Estados Unidos, acusando que sua prisão havia violado o tratado de extradição Estados Unidos-México. O caso finalmente chegou à Suprema Corte dos Estados Unidos, que decidiu que Álvarez não tinha direito a reparação. Os outros quatro réus, Vásquez Velasco, Juan Ramón Matta-Ballesteros, Juan José Bernabé Ramírez e Rubén Zuno Arce (cunhado do ex-presidente Luis Echeverría), foram julgados e considerados culpados pelo sequestro de Camarena.
Zuno tinha ligações conhecidas com autoridades mexicanas corruptas, e autoridades mexicanas foram implicadas no encobrimento do assassinato. A polícia mexicana destruiu evidências no corpo de Camarena.

### Alegações de envolvimento da CIA
Vários ex-agentes da DEA, agentes da CIA, policiais mexicanos e historiadores afirmam que a CIA foi cúmplice na morte de Camarena. Entre 2013 e 2015, o jornal mexicano Proceso, o jornalista Jesús Esquivel, os jornalistas Charles Bowden e Molly Malloy, e os historiadores Russell e Silvia Bartley publicaram relatórios investigativos e livros fazendo a mesma alegação. Eles escreveram que Camarena, assim como o jornalista mexicano Manuel Buendía, descobriu que a CIA ajudou a organizar o tráfico de drogas do México para os Estados Unidos para financiar os Contras anticomunistas na Nicarágua como parte da Guerra Fria. O historiador Wil Pansters explicou que a vitória dos Estados Unidos na Guerra Fria foi mais importante para a CIA do que a Guerra às Drogas da DEA:
"Como a principal preocupação da CIA era o projeto anti-sandinista, ela superou a tarefa da DEA de combater o tráfico de drogas e incorporou (ou pressionou) secretamente partes do estado mexicano à subserviência. Buendía descobriu a conexão CIA-contra-drogas-DFS, que questionou seriamente a soberania mexicana, enquanto Camarena descobriu que a CIA havia se infiltrado na DEA e sabotado seu trabalho para interferir na rede clandestina de traficantes contra-DFS. Eles sabiam demais e foram eliminados por ordem dos Estados Unidos com a cumplicidade mexicana. Investigações oficiais posteriores tentaram limitar a responsabilidade criminal às conexões sujas entre traficantes de drogas, agentes secretos e policiais corruptos, deixando de fora as ramificações (geo)políticas".
Em 2019, o Departamento de Justiça dos Estados Unidos começou a reinvestigar o assassinato de Camarena, e em 2020, a Amazon MGM Studios lançou um documentário, The Last Narc, apoiando as alegações e implicando Félix Ismael Rodríguez; a CIA disse que as alegações são falsas. Em uma postagem de blog, a biógrafa de Camarena, Elaine Shannon, descreveu as alegações como uma "teoria da conspiração do Estado Profundo" e entrevistou o ex-agente da DEA Jack Lawn, que concordou com ela. A noção de envolvimento da CIA no assassinato de Camarena ganhou ampla repercussão na América Latina.

## Legado

### Prêmios e homenagens
Em novembro de 1988, a revista Time destacou Camarena na capa. Camarena recebeu vários prêmios enquanto estava na DEA e recebeu postumamente o Prêmio de Honra do Administrador, o maior prêmio concedido pela organização; em Fresno, a Associação de Oficiais de Narcóticos da Califórnia (CNOA) organiza um torneio anual de golfe em sua homenagem e oferece uma bolsa de estudos anual para formandos do ensino médio; uma escola, uma biblioteca e uma rua em sua cidade natal, Calexico, Califórnia, receberam seu nome. A Enrique Camarena Junior High School do Calexico Unified School District foi inaugurada em 2006. Além disso, a Escola Elementar Enrique Camarena, em Mission, Texas, do Distrito Escolar Independente de La Joya, recebeu seu nome em sua homenagem e teve sua cerimônia de inauguração em 2006. A Red Ribbon Week, que ensina crianças em idade escolar e jovens a evitar o uso de drogas, foi criada em sua memória.

### Memorial
Em 2004, a Fundação Enrique S. Camarena foi criada em memória de Camarena. A esposa de Camarena, Mika, e o filho, Enrique Jr., fazem parte do conselho diretor, composto apenas por voluntários, juntamente com ex-agentes da DEA, policiais, familiares e amigos dos Camarena e outros que compartilham seu compromisso com a prevenção do álcool, tabaco e outras drogas e da violência. Como parte de seu programa contínuo de conscientização sobre drogas, a Benevolent and Protective Order of Elks concede anualmente o Prêmio Enrique Camarena em níveis local, estadual e nacional a um membro da polícia que realiza trabalho antidrogas.

## Vida pessoal
Camarena e sua esposa Mika tiveram três filhos: Enrique, Erik e Daniel.

## Representações na mídia
Drug Wars: The Camarena Story (1990) é uma minissérie de televisão americana sobre Camarena.
Heroes Under Fire: Righteous Vendetta (2005) é um documentário que explora os eventos relacionados e inclui entrevistas com familiares, agentes da DEA e outras pessoas ligadas à investigação.
No drama Narcos, imagens de notícias recapitulam a morte de Camarena e suas consequências no episódio da primeira temporada "The Men of Always". A primeira temporada da série spin-off Narcos: México é dedicada à história de Camarena, desde sua chegada ao México até sua carreira lá e eventual assassinato.
Miss Bala (2011) é um filme mexicano que retrata uma versão ficcional do assassinato de Camarena.
The Last Narc, lançada em 2020 no Amazon Prime Video é uma minissérie que retrata o sequestro de Camarena e os eventos que levaram a ele. Em 21 de dezembro de 2020, o agente aposentado da DEA James Kuykendall entrou com uma ação judicial sobre as alegações do programa de que ele estava envolvido no assassinato de Camarena. Kuykendall entrou com pedido de demissão voluntária em maio de 2022 e o tribunal rejeitou o processo com prejuízo.